# 22 век
22-ри век започва на 1 януари 2101 г. и завършва на 31 декември 2200 г.

## Научна фантастика

### Кино и телевизия
- „Стар Трек: Ентърпрайз“ – действието се развива между 2151 и 2161, като в периода от време във филма се разучава още повече Космоса, осъществява се контакт с няколко цивилизации и се стига до атака на Земята от извънземни
- „Матрицата“ – действието се развива през 2199 година.